# Fachschule für den Außenhandels- und Kolonialkaufmann
Die Fachschule für den Außenhandels- und Kolonialkaufmann wurde am 1. November 1942 in den Räumlichkeiten der Berufsschule der Deutschen Arbeitsfront (DAF) Am Wall 179/180 in Bremen eröffnet. Die Schule sollte nach nationalsozialistischer Vorstellung „jene Elite junger Kaufleute erziehen, die nach siegreicher Beendigung des Krieges die alte, stolze hansische Tradition wieder aufnehmen und weiterführen kann“. Ihre Schülerschaft rekrutierte sich neben Kriegsversehrten aus jungen Kaufleuten aus Südost-, West- und Nordeuropa, die deutschen Bewerber mussten sich zuvor einer Gau- und Reichsauslese der Führungsstelle Berufserziehung und Begabtenförderung der Deutschen Arbeitsfront unterziehen. Der Schulbesuch erstreckte sich auf lediglich drei Semester bis zur Abschlussprüfung, die Kaufleute sollten nur für kurze Zeit aus der Arbeitswelt und wohl auch dem Kriegsdienst entzogen werden. Der Lehrkörper bestand aus Repräsentanten des hanseatischen Geschäftslebens.
Die Schule wurde als erste Reichsfachschule der Deutschen Arbeitsfront für den Außenhandel anerkannt.